# Proyecto de Opinión Pública de América Latina
El Laboratorio LAPOP (anteriormente conocido como el Proyecto de Opinión Pública de América Latina) es un proyecto de investigación multinacional especializando en el desarrollo, implementación y análisis de encuestas de opinión pública. Fundado por el Dr. Mitchell A. Seligson hace más de dos décadas, el proyecto se centra principalmente en los ciudadanos y la democracia en América Latina. El Barómetro de las Américas es la encuesta más conocida producida por LAPOP.  Es la única encuesta que cubre el continente americano (América del Norte, Centroamérica, América del Sur y el Caribe). La encuesta mide los valores y comportamientos democráticos en el continente americano usando muestras probabilísticas nacionales de la población adulta en edad de votar. Elizabeth Zechmeister es la directora de LAPOP. Noam Lupu es director asociado de LAPOP. 

## Historia
LAPOP tiene sus orígenes en estudios sobre valores democráticos en Costa Rica. Una investigación pionera en el campo de la opinión pública tuvo lugar en dicho país en la década de los 1970s en una época en la que la mayor parte de América Latina se encontraba bajo el domino de regímenes represivos que prohibían la conducción de estudios de opinión pública. Conforme la democratización se extendía en América Latina, LAPOP fue creciendo en tamaño y alcance. Hoy en día, LAPOP lleva a cabo encuestas de opinión pública de manera periódica en casi todos los países de América Latina, Canadá, los Estados Unidos, y gran parte del Caribe, donde la democracia enfrenta problemas como la escasa participación directa de los ciudadanos, el debilitamiento de los mecanismos de representación tradicionales en términos de su capacidad de involucrarlos, la complejidad y tecnificación del proceso de toma de decisiones, y el predominio de las concepciones elitistas y solo delegativas de la democracia.

## Estructura
LAPOP es acogido por Vanderbilt University en Nashville, Tennessee. Vanderbilt es una universidad dedicada a la investigación, la cual ha sido líder en el estudio de América Latina y el Caribe por más de 60 años. En esta institución, un dedicado equipo de profesores, empleados, investigadores postdoctorales y estudiantes de doctorado trabajan todo el año en el diseño y análisis de encuestas de opinión pública. El grupo también redacta y publica los informes de la serie Perspectivas desde el Barómetro de las Américas cada dos semanas, cada uno de los cuales examina un aspecto de la opinión pública. La red de LAPOP se extiende más allá del campus de Vanderbilt: incluye instituciones asociadas a lo largo de las Américas, además de un consejo asesor internacional. 
LAPOP funciona como un consorcio, trabajando en asociación con numerosas instituciones académicas y no gubernamentales en América Latina y el Caribe. Colabora con esas instituciones, compartiendo ideas acerca del contenido de las encuestas de opinión pública y trabajando conjuntamente para divulgar los resultados de las mismas entre los ciudadanos de los países participantes. Esta divulgación de resultados se realiza a través de informes sistemáticos por país, estudios comparados, presentaciones y entrevistas en los medios de comunicación.

## El Barómetro de las Américas
En 2004, LAPOP estableció el Barómetro de las Américas, un esfuerzo multinacional conformado por un consorcio de instituciones académicas y un grupo de expertos en todo el continente, el que con regularidad lleva a cabo encuestas sobre valores y comportamientos democráticos en las Américas. La primera ronda de encuestas en 2004 incluyó personas en edad de votar en 11 países. La segunda ronda tuvo lugar en 2006 y se realizó en 22 países del continente. La tercera ronda, en el año 2008, incluyó 24 países de las Américas. Las rondas de 2010 y 2012 incluye 26 países de Norteamérica, América Latina, y el Caribe, añadiendo Trinidad y Tobago y Surinam a los 24 países cubiertos en la ronda del 2008.  El Barómetro de las Américas es el proyecto de encuestas regional más extenso en el hemisferio occidental.  
| Ronda de Encuesta | Países Incluidos |
| ----------------- | --- |
| 2004              | Bolivia, Colombia, Costa Rica, Ecuador, El Salvador, Guatemala, Honduras, México, Nicaragua, Panamá, República Dominicana |
| 2006              | Bolivia, Brasil, Canadá, Chile, Colombia, Costa Rica, Ecuador, El Salvador, Estados Unidos, Guatemala, Guyana, Haití, Honduras, Jamaica, México, Nicaragua, Panamá, Paraguay, Perú, República Dominicana, Uruguay, Venezuela                                                                    |
| 2008              | Argentina, Belice, Bolivia, Brasil, Canadá, Chile, Colombia, Costa Rica, Ecuador, El Salvador, Estados Unidos, Guatemala, Guyana, Haití, Honduras, Jamaica, México, Nicaragua, Panamá, Paraguay, Perú, República Dominicana, Uruguay, Venezuela                                                 |
| 2010              | Argentina, Belice, Bolivia, Brasil, Canadá, Chile, Colombia, Costa Rica, Ecuador, El Salvador, Estados Unidos, Guatemala, Guyana, Haití, Honduras, Jamaica, México, Nicaragua, Panamá, Paraguay, Perú, República Dominicana, Surinam, Trinidad y Tobago, Uruguay, Venezuela                     |
| 2012              | Argentina, Belice, Bolivia, Brasil, Canadá, Chile, Colombia, Costa Rica, Ecuador, El Salvador, Estados Unidos, Guatemala, Guyana, Haití, Honduras, Jamaica, México, Nicaragua, Panamá, Paraguay, Perú, República Dominicana, Surinam, Trinidad y Tobago, Uruguay, Venezuela                     |
| 2014              | Argentina, Bahamas, Barbados, Belice, Bolivia, Brasil, Canadá, Chile, Colombia, Costa Rica, Ecuador, El Salvador, Guatemala, Guyana, Haití, Honduras, Jamaica, México, Nicaragua, Panamá, Paraguay, Perú, República Dominicana, Surinam , Trinidad y Tobago, Estados Unidos, Uruguay, Venezuela |
| 2016/2017         | Argentina, Bolivia, Brasil, Canadá, Chile, Colombia, Costa Rica, Ecuador, El Salvador, Estados Unidos, Guatemala, Guyana, Haití, Honduras, Jamaica, México, Nicaragua, Panamá, Paraguay, Perú, República Dominicana, Uruguay, Venezuela                                                         |
| 2018/2019         | Argentina, Bolivia, Brasil, Canadá, Chile, Colombia, Costa Rica, Ecuador, El Salvador, Estados Unidos, Guatemala, Honduras, Jamaica, México, Nicaragua, Panamá, Paraguay, Perú, República Dominicana, Uruguay, Venezuela                                                                        |
| 2021              | Argentina, Bolivia, Brasil, Canadá, Chile, Colombia, Costa Rica, Ecuador, El Salvador, Estados Unidos, Guatemala, Guyana, Haití, Honduras, Jamaica, México, Nicaragua, Panamá, Paraguay, Perú, República Dominicana, Uruguay                                                                    |

## Métodos y prácticas
Los métodos innovadores y prácticas transparentes aseguran que los datos recolectados por LAPOP sean de la más alta calidad. Estos métodos y prácticas tienen diversas fases:

### Pre encuesta
- Solicitud de aportes para el proyecto a una extensa red de académicos, profesionales y diseñadores de políticas públicas
- Uso del laboratorio de investigación experimental de Vanderbilt University para probar nuevas preguntas
- Extensas pruebas piloto en cada país de las preguntas del cuestionario
- Traducción de las encuestas a más de 15 idiomas hablados en las Américas
- Diseño por expertos de las muestras probabilísticas nacionales
- Aprobación del Comité de Revisión Institucional de Vanderbilt University para la protección de sujetos de estudio humano

### Implementación
- Entrenamiento riguroso de todos los entrevistadores usando los lineamentos contenidos en los manuales de entrenamiento
- Asociación y colaboración con organizaciones encuestadoras de buena reputación en la región
- Amplio uso de Asistentes Digitales Personales (PDAs) y de software especializado por LAPOP para permitir entrevistas en varios idiomas y diversos controles de validez
- Uso de innovadores programas y métodos estadísticos

### Después de la encuesta
- Presentación de los resultados en gráficos claros y de fácil comprensión
- Divulgación pública de los resultados en los países en los que se realizó el estudio
- Publicación de los diseños muéstrales y de los métodos empleados en el sitio web de LAPOP
- Introducción inmediata de los datos recabados en el programa de análisis de datos interactivo de LAPOP, cuyo acceso es gratuito

## Uso de los Datos de LAPOP
Los datos son utilizados por investigadores académicos; la Agencia de los Estados Unidos para el Desarrollo Internacional (USAID) en su esfuerzo por promover la democracia en Latinoamérica; el Banco Mundial en sus mediciones sobre gobernabilidad; el Banco Interamericano de Desarrollo (BID) en sus proyectos de investigación; el Programa de las Naciones Unidas para el Desarrollo (PNUD) y la Organización de los Estados Americanos en sus programas democráticos y tal vez, en forma más significativa, por los gobiernos de varios países latinoamericanos como una fuente de información independiente para evaluar la opinión pública y diseñar políticas públicas.